# مهرية الأغلبية
مهرية الأغلبية أو مهرية بنت الحسن بن غلبون الأغلبية كان شاعرة قيروانية، نشأت في القرن الثالث الهجري، تعلمت العلوم والأدب، وأتقنت العربية وقالت الشعر. لحقت بأخيها الشاعر الزاهد أبي عقال بن غلبون، الذي ترك القيروان وأقبل إلى مكة ليكون مجاورًا لبيت الله الحرام، وأقامت بمكة حتى توفيت حوالي عام 295 هـ. وأبيات شعرها الواصلة إلينا هي التي وجدت على قبر أخيها بمكة ترثيه فيها، وهي: